# 南天假十字

南天假十字（點擊圖片放大）

南天假十字（False Cross）或假南十字，位於南天南十字座和老人星之間，船底座與船帆座的交界處。

## 特點
南天假十字內的主要亮星是以船底座與船帆座各自的2顆星組成，是由船底座ι、船底座ε、船帆座δ 和 船帆座κ組成十字形。假南十字永遠比南十字座先升起來，極容易令人誤以爲假南十字是南十字座，而造成天文航海上的錯誤，因此稱之為「南天假十字」。南天假十字與南十字座的分別是南十字座的一橫是向左傾斜，而南天假十字的一橫則是向右傾斜。南天假十字亦比南十字座要大一些。南十字座的垂直軸亦是指向南天極，而南天假十字的垂直軸並非指向南天極。